# Ibra (rapper)
Ibrahim Randolph, artiestennaam Ibra (12 juli 1989), is een Nederlands rapper. In 2012 werd hij tweede tijdens de Grote Prijs van Nederland.

## Biografie
Ibra is in Nederland geboren als zoon van een moeder uit Guinee-Bissau & vader uit Senegal. Hij rapte al op jonge leeftijd mee met andere rappers, onder meer als back-up van Keizer. In 2007 waren Keizer en Casper gastartiesten op zijn track Snitches & bitches. Hij behaalde er een kleine hit mee op het internet.
Hij werd tweede in de Grolsch Grote Prijs en stond ook in de finale van de Grote Prijs van Nederland in 2012. Direct hierna de begon hij aan de Herman Brood Academie en studeerde er af in 2015.
Kort erna, nog in 2015, maakte hij zijn officiële debuut met de single Je ne t’aime plus. Bij het grotere publiek werd hij bekend door zijn nummer Andale. Dit nummer behaalde de tweede plaats in de Spotify Viral 50 Chart. Het betekende ook een wijziging in zijn muziekkoers. Twee maanden later kwam hij met de track Alles of niets; deze werd op YouTube meer dan 400.000 maal bekeken.
In 2017 tekende hij bij Sony Music Entertainment.

## Discografie
Singles
- 2015: Je ne t’aime plus
- 2016: Goot, met Aftermath
- 2016: Risicos, gast bij Maximilli
- 2016: Kliko
- 2016: Andale
- 2016: Onder invloed
- 2017: Alles of niets
- 2017: Nitro (remix), gast bij Sammie Sedano
- 2017: Hongerige dagen, met Rabby Racks & Anu D
- 2018: In Uit, met Maximilli
- 2018: Hemel voor een tuig
- 2018: No Time

Ep
- 2018: Mensch